# Матриця камери
У комп'ютерному зорі матриця камери або матриця проєкції (камери) є матрицею {\displaystyle 3\times 4}, яка описує відображення стенопа від 3D-точок в світі, до 2D-точок зображення. Нехай {\displaystyle \mathbf {x} } — представлення тривимірної точки в однорідних координатах (чотиривимірний вектор), і нехай {\displaystyle \mathbf {y} } буде представленням зображення цієї точки в стенопі (3-вимірний вектор). Тоді має місце наступне співвідношення
{\displaystyle \mathbf {y} \sim \mathbf {C} \,\mathbf {x} }
де {\displaystyle \mathbf {C} } — це матриця камери, а {\displaystyle \,\sim } знак, що означає, що ліва і права частини рівності рівні ненульовому скалярному множенню.
Так як матриця камери {\displaystyle \mathbf {C} } бере участь у відображенні між елементами двох проєктивних просторів, її теж можна розглядати як проєктивний елемент. Це означає, що у неї є тільки 11 ступенів свободи, так як будь-яке множення на ненульовий скаляр призводить до еквівалентної матриці камери.

## Походження
Відображення координат тривимірної точки P на координати двовимірного зображення проєкції точки на площину зображення, відповідно до моделі стенопа, дається формулою
{\displaystyle {\begin{pmatrix}y_{1}\\y_{2}\end{pmatrix}}={\frac {f}{x_{3}}}{\begin{pmatrix}x_{1}\\x_{2}\end{pmatrix}}}
де {\displaystyle (x_{1},x_{2},x_{3})} є тривимірними координатами P щодо централізованої системи координат камери, {\displaystyle (y_{1},y_{2})} — отримані координати зображення, f — фокусна відстань камери, для якої передбачається, що f > 0. Крім того, ми також припускаємо, що x3 > 0.
Для отримання матриці камери цей вираз переписується в термінах однорідних координат. Замість двовимірного вектора {\displaystyle (y_{1},y_{2})} розглянемо проєктивний елемент (3D-вектор) {\displaystyle \mathbf {y} =(y_{1},y_{2},1)} та замість рівності розглядаємо рівність з точністю до масштабування на ненульове число, що позначається {\displaystyle \sim }. Спочатку ми записуємо координати однорідного зображення у вигляді виразів в звичайних тривимірних координатах.
{\displaystyle {\begin{pmatrix}y_{1}\\y_{2}\\1\end{pmatrix}}={\frac {f}{x_{3}}}{\begin{pmatrix}x_{1}\\x_{2}\\{\frac {x_{3}}{f}}\end{pmatrix}}\sim {\begin{pmatrix}x_{1}\\x_{2}\\{\frac {x_{3}}{f}}\end{pmatrix}}}
Нарешті, також тривимірні координати виражаються в однорідному представленні {\displaystyle \mathbf {x} }, і ось як виглядає матриця камери:
{\displaystyle {\begin{pmatrix}y_{1}\\y_{2}\\1\end{pmatrix}}\sim {\begin{pmatrix}1&0&0&0\\0&1&0&0\\0&0&{\frac {1}{f}}&0\end{pmatrix}}\,{\begin{pmatrix}x_{1}\\x_{2}\\x_{3}\\1\end{pmatrix}}}   чи   {\displaystyle \mathbf {y} \sim \mathbf {C} \,\mathbf {x} }
де {\displaystyle \mathbf {C} } матриця камери, яка дається формулою
{\displaystyle \mathbf {C} ={\begin{pmatrix}1&0&0&0\\0&1&0&0\\0&0&{\frac {1}{f}}&0\end{pmatrix}}},
і відповідна матриця камери тепер стає
{\displaystyle \mathbf {C} ={\begin{pmatrix}1&0&0&0\\0&1&0&0\\0&0&{\frac {1}{f}}&0\end{pmatrix}}\sim {\begin{pmatrix}f&0&0&0\\0&f&0&0\\0&0&1&0\end{pmatrix}}}
Останній крок є наслідком того, що {\displaystyle \mathbf {C} } сам по собі є проєктивним елементом.
Виведена тут матриця камери може здатися тривіальною в тому сенсі, що вона містить дуже мало ненульових елементів. Це в значній мірі залежить від конкретних систем координат, які були обрані для 3D і 2D точок. На практиці, однак, інші форми матриць камер є загальними, що буде показано нижче.

## Положення камери
Матриця камери {\displaystyle \mathbf {C} }, отримана в попередньому розділі, має нульовий простір, натягнуте на вектор
{\displaystyle \mathbf {n} ={\begin{pmatrix}0\\0\\0\\1\end{pmatrix}}}
Це також однорідне уявлення тривимірної точки, яка має координати (0,0,0), тобто «центр камери» (так зване вхідне вічко; положення отвору стенопа), що знаходиться в O.
Для будь-якої іншої 3D-точки з {\displaystyle x_{3}=0}, результат {\displaystyle \mathbf {y} \sim \mathbf {C} \,\mathbf {x} } коректно визначений і має вигляд {\displaystyle \mathbf {y} =(y_{1}\,y_{2}\,0)^{\top }}. Це відповідає нескінченно віддаленій точці на площині проєктованого зображення (навіть якщо площина зображення вибрана як евклідова площина, то не існує відповідної точки перетину).

## Нормована матриця камери і координати нормованого зображення
Матриця камери, отримана вище, може бути спрощена ще більше, якщо ми припустимо, що f = 1:
{\displaystyle \mathbf {C} _{0}={\begin{pmatrix}1&0&0&0\\0&1&0&0\\0&0&1&0\end{pmatrix}}=\left({\begin{array}{c|c}\mathbf {I} &\mathbf {0} \end{array}}\right)}
де {\displaystyle \mathbf {I} } тут позначає одиничну матрицю {\displaystyle 3\times 3}. Зверніть увагу, що {\displaystyle 3\times 4} matrix {\displaystyle \mathbf {C} } тут розділена на конкатенацію матриці {\displaystyle 3\times 3} і тривимірного вектору. Матриця камери {\displaystyle \mathbf {C} _{0}} іноді називається канонічної формою.
До сіх пір всі точки в тривимірному світі були представлені в системі координат відцентрованої камери, тобто в системі координат, яка має початок в центрі камери (місце розташування точкового отвору стенопа). На практиці, однак, 3D-точки можуть бути представлені в термінах координат відносно довільної системи координат (X1',X2',X3'). Припускаючи, що координатні осі камери (X1,X2,X3) і осі (X1',X2',X3') мають Евклідів тип (ортогональний і ізотропний), існує єдине Евклідове тривимірне перетворення (поворот і зрушення) між двома системами координат. Іншими словами, камера не обов'язково знаходиться на початку координат і дивиться уздовж осі z.
Дві операції обертання і зсуву тривимірних координат можуть бути представлені у вигляді двох матриць {\displaystyle 4\times 4}
{\displaystyle \left({\begin{array}{c|c}\mathbf {R} &\mathbf {0} \\\hline \mathbf {0} &1\end{array}}\right)} and {\displaystyle \left({\begin{array}{c|c}\mathbf {I} &\mathbf {t} \\\hline \mathbf {0} &1\end{array}}\right)}
де {\displaystyle \mathbf {R} } є матрицею повороту {\displaystyle 3\times 3}, а {\displaystyle \mathbf {t} } є тривимірним вектором паралельного перенесення. Коли перша матриця множиться на однорідне уявлення 3D-точки, результатом є однорідне уявлення поверненої точки, а друга матриця виконує замість цього паралельне перенесення. Виконання двох операцій послідовно, тобто спочатку поворот, а потім паралельне перенесення (з вектором паралельного перенесення, заданим у вже поверненій системі координат), дає комбіновану матрицю повороту і паралельного перенесення
{\displaystyle \left({\begin{array}{c|c}\mathbf {R} &\mathbf {t} \\\hline \mathbf {0} &1\end{array}}\right)}
Припускаючи, що {\displaystyle \mathbf {R} } і {\displaystyle \mathbf {t} } — це точно обертання та перенесення, які пов'язані з двома системами координат (X1,X2,X3) і (X1',X2',X3') вище, це означає, що
{\displaystyle \mathbf {x} =\left({\begin{array}{c|c}\mathbf {R} &\mathbf {t} \\\hline \mathbf {0} &1\end{array}}\right)\mathbf {x} '}
де {\displaystyle \mathbf {x} '} — однорідне уявлення точки P в системі координат (X1',X2',X3').
Припускаючи також, що матриця камери задана {\displaystyle \mathbf {C} _{0}}, відображення з координат в (X1',X2',X3') до однорідних координатам зображення стає
{\displaystyle \mathbf {y} \sim \mathbf {C} _{0}\,\mathbf {x} =\left({\begin{array}{c|c}\mathbf {I} &\mathbf {0} \end{array}}\right)\,\left({\begin{array}{c|c}\mathbf {R} &\mathbf {t} \\\hline \mathbf {0} &1\end{array}}\right)\mathbf {x} '=\left({\begin{array}{c|c}\mathbf {R} &\mathbf {t} \end{array}}\right)\,\mathbf {x} '}
Отже, матриця камери, яка пов'язує точки в системі координат (X1',X2',X3') з координатами зображення, є
{\displaystyle \mathbf {C} _{N}=\left({\begin{array}{c|c}\mathbf {R} &\mathbf {t} \end{array}}\right)}
конкатенація матриці 3D обертання і тривимірного вектора перенесення.
Цей тип матриці камери називають нормованою матрицею камери, вона приймає фокусну відстань = 1 і координати зображення вимірюються в системі координат, де початок координат знаходиться на перетині між віссю X3 і площиною зображення, і має ті ж одиниці як тривимірна система координат. Отримані координати зображення називаються координатами нормованого зображення.

### Положення камери
Знову ж, описаний вище нульове простір нормованої матриці камери, описана вище {\displaystyle \mathbf {C} _{N}}, натягнуто на 4-мірний вектор
{\displaystyle \mathbf {n} ={\begin{pmatrix}-\mathbf {R} ^{-1}\,\mathbf {t} \\1\end{pmatrix}}={\begin{pmatrix}{\tilde {\mathbf {n} }}\\1\end{pmatrix}}}
Це, знову ж, координати центру камери, тепер відносно системи (X1',X2',X3'). Це можна побачити, застосувавши спочатку поворот, а потім паралельний перенос до тривимірного вектору {\displaystyle {\tilde {\mathbf {n} }}} і результат є однорідним представленням тривимірних координат (0,0,0).
Це означає, що центр камери (в її однорідному поданні) знаходиться в нульовому просторі матриці камери, за умови, що він представлений у вигляді тривимірних координат відносно тієї ж системи координат, до якої відноситься матриця камери.
Нормовану матрицю камери {\displaystyle \mathbf {C} _{N}} можна тепер записати у вигляді
{\displaystyle \mathbf {C} _{N}=\mathbf {R} \,\left({\begin{array}{c|c}\mathbf {I} &\mathbf {R} ^{-1}\,\mathbf {t} \end{array}}\right)=\mathbf {R} \,\left({\begin{array}{c|c}\mathbf {I} &-{\tilde {\mathbf {n} }}\end{array}}\right)}
де {\displaystyle {\tilde {\mathbf {n} }}} — це тривимірні координати камери відносно системи (X1',X2',X3').

## Загальна матриця камери
З огляду на відображення, створене нормованою матрицею камери, отримані координати нормованого зображення можуть бути перетворені за допомогою довільної двовимірної гомографіі. Це включає двовимірний перенос та обертання, а також масштабування (изотропне і анізотропне), але, також, і загальні двовимірні перспективні перетворення. Таке перетворення може бути представлено як матриця {\displaystyle 3\times 3} matrix {\displaystyle \mathbf {H} }, яка відображає координати нормованого зображення {\displaystyle \mathbf {y} } до координат перетвореного однорідного зображення {\displaystyle \mathbf {y} '}:
{\displaystyle \mathbf {y} '=\mathbf {H} \,\mathbf {y} }
Вставка вищенаведеного виразу для координат нормованого зображення у вигляді тривимірних координат дає
{\displaystyle \mathbf {y} '=\mathbf {H} \,\mathbf {C} _{N}\,\mathbf {x} '}
Це дає найбільш загальну форму матриці камери
{\displaystyle \mathbf {C} =\mathbf {H} \,\mathbf {C} _{N}=\mathbf {H} \,\left({\begin{array}{c|c}\mathbf {R} &\mathbf {t} \end{array}}\right)}